# Maman (film, 1999)
Pour les articles homonymes, voir Maman.
Pour plus de détails, voir Fiche technique et Distribution.
Maman (en russe : Мама, Mama) est un film russe réalisé par Denis Evstigneïev, sorti en 1999. Il est inspiré de l'histoire de détournement d'un Tu-154 par les frères Ovetchkine, membres de l'ensemble musical Sept Simeons, dirigés par leur mère Ninel qui s'est déroulé le 8 mars 1988 sur le vol 3739 Aeroflot. Dans ce film l'actrice Nonna Mordioukova a joué son dernier rôle.

## Fiche technique
- Titre : Maman
- Titre original : Мама
- Réalisation : Denis Evstigneïev
- Scénario : Arif Aliev (ru)
- Directeur de la photographie : Pavel Lebechev (ru), Sergueï Kozlov (ru)
- Directeur artistique : Vladimir Aronine (ru)
- Compositeur : Edouard Artemiev
- Caméra : Elizbar Karavayev (ru) Evgueni Korjenkov, Oleg Martynov
- Chef-opérateur du son : Ekaterina Popova-Ewans
- Assistant son : Eldar Shakhverdiev
- Enregistrement sonore : Guennadi Papine, Vassili Kratchkovski
- Musique : Orchestre symphonique d'État de l'URSS pour l'art cinématographique
- Chef d'orchestre : Sergueï Skripka (ru)
- Producteur délégué : Igor Tolstounov, Konstantin Ernst, Denis Evstigneïev
- Producteur exécutif : Eric Weissberg
- Production : Profit, Pierviy Kanal
- Pays d'origine : Russie
- Format : Couleurs - Stéréo - 35 mm
- Genre : Drame
- Durée : 99 minutes
- Date de sortie : 1999

## Distribution
- Nonna Mordioukova : Pauline Yourieva, mère de famille
- Oleg Menchikov : Lentchik
- Vladimir Machkov : Nikolaï
- Evgueni Mironov : Pavel
- Alexeï Kravtchenko : Vassili
- Mikhaïl Krylov (ru) : Youri
- Maxime Soukhanov (ru) : directeur d'hôpital
- Nikolaï Tchindiaïkine (ru) : médecin en chef
- Andreï Panine : père
- Elena Panova : Pauline jeune
- Gleb Podgorodinski : Nikita
- Alekseï Chevtchenkov (ru) : chef
- Natalia Soldatova (ru) : hôtesses de l'air
- Igor Zolotovitski (ru) : administrateur
- Ervand Arzumanyan (ru) : directeur
- Pavel Lebechev (ru) : capitaine du brise-glace
- Roman Madianov : sergent
- Anatoli Bely : proxénète
- Bolot Beishenaliev : vieux-nordique
- Viktor Ouralski (ru) : mineur
- Nikolaï Poliakov : Kolka
- Vadim Antonov : Pavlik
- Andreï Schilo : Vasska
- Piotr Ivchine : Yourka
- Natalia Pozdniakova : gardienne
- Valeri Doronine : capitaine de sous-marin
- Rafik Sibirov : maître

## Récompenses
- Prix du public de la 7e édition du Festival du cinéma russe à Honfleur